# 博野县
博野县是河北省保定市下辖的一个县，明代首辅刘吉，颜李学派创始者颜元，生物学家牛满江的故乡。县人民政府驻博野镇博兴中路8号。

## 历史沿革
西汉置蠡吾县，治今县境内里村，属涿郡；东汉属中山国；西晋属高阳国；北魏属高阳郡；北齐废入古博野县（今蠡县）；明洪武元年，蠡州州县分治，原倚郭之博野县迁于旧蠡吾县故地，属于保定府祁州，六年直属保定府；清以来因袭之。

## 行政区划
博野县下辖7个镇：
博野镇、小店镇、程委镇、东墟镇、北杨镇、城东镇和南小王镇。

## 人口
根據第七次人口普查數據，截至2020年11月1日零時，博野縣常住人口225065人。

## 交通
- 230国道、 337国道过境。